# L'alchimista (Jonson)
L'alchimista (The Alchemist) è un'opera teatrale del commediografo inglese Ben Jonson, portata al debutto dai King's Men nel 1610. Spesso considerato il capolavoro comico di Jonson, Samuel Taylor Coleridge ha descritto L'alchimista come una delle tre trame perfette nella storia della letteratura. Insieme alle opere di Shakespeare, la commedia è una delle poche opere teatrali del Rinascimento inglese ad essere stata continuamente riproposta sulle scene negli oltre quattro secoli dal debutto, se non per un breve calo di popolarità durante il periodo vittoriano.

## Trama
Mentre la peste decima la popolazione di Londra, il gentiluomo Lovewit lascia la città e si ritira in campagna. Rimasto solo a sorvegliare la casa del padrone, il servo Jeremy si allea con la prostituta Doll Common e il truffatore Subtle per intraprendere una fruttuosa (e criminosa) attività. Mentre Subtle si spaccia per un mago, astrologo e alchimista i tre truffano diversi clienti danarosi vendendo loro incantesimi e sortilegi per evitare la peste. Dopo aver promesso a diversi signorotti di creare per loro la pietra filosofale, Subtle litiga con Jeremy a causa di Dame Pliant, una giovane e ricca vedova, e i loro imbrogli vengono quasi portati alla luce dal sospettoso Surly. Quando Lovewit ritorna inaspettatamente in città, Doll e Subtle scappano via e Jeremy si mette d'accordo con il padrone per sistemare tutti i guai causati. Lovewit ha l'ultima risata e, dopo aver salvato Jeremy dai creditori, gli confisca tutti i guadagni e sposa Dame Pliant.

## Origini

### Composizione e stampa
La prima edizione de L'alchimista fu pubblicata da Walter Burre, stampata da Thomas Snodham e venduta presso la libreria di John Stepneth.

## Rappresentazioni e adattamenti
Inizialmente concepito per il Blackfriars Theatre, la peste del 1610 costrinse i King's Men a lasciare Londra e la commedia debuttò ad Oxford nel 1610. Nel 1611 L'alchimista ebbe la sua prima londinese, per poi essere rappresentato a corte nel 1613 e nuovamente nel 1623. L'immediato successo della commedia è dimostrato dal fatto che sia stata imitata poco dopo il debutto: nel 1615 fu data alle stampe la pièce di Thomas Tomkis Albumazar, fortemente ispirata da L'astrologo di Giovanni Battista della Porta e dall'opera dello stesso Jonson.
Dopo la riapertura dei teatri, L'alchimista sperimentò nuovi successi durante la restaurazione, quando i diritti dell'opera appartenevano a Thomas Killgrew. Non ci sono notizie di messe in scena tra il 1675 e il 1709, ma fu allestita molto frequentemente sulle scene londinesi a partire dal 1710. Durante il diciottesimo secolo L'alchimista fu interpretato da alcuni dei maggiori attori dell'epoca, tra cui David Garrick e Colley Cibber.